# كنيسة القديس فرنسيس الأسيزي (بيلو هوريزونتي)
كنيسة القديس فرنسيس الأسيزي (بالبرتغالية: Igreja de Sao Francisco de Assis) وتعرف أيضا باسم كنيسة بامبوليا (Igreja da Pampulha) هي كنيسة حداثية العمارة تقع بجانب بحيرة بامبوليا في حي بامبوليا لمدينة بيلو هوريزونتي بولاية ميناس جرايس البرازيلية. صممها المهندس المعماري البرازيلي أوسكار نيماير وتم بنائها عام 1943. تعتبر أول معلم معماري حديث في البرازيل وتتكون من 4 قطع مكافئة متموجة مصنوعة من الخرسانة، بفسيفساءات خارجية. كان روبرتو بورل ماركس، وهو يعمل مع نيماير منذ وقت طويل، من صمم المشهد البارز والفريد المحيط بالكنيسة.

## تاريخ
كانت الكنيسة تثير الجدل منذ البداية، وجوسيلينو كوبيتشيك وهو حاكم بيلو هوريزونتي راعي المشروع، وقال نيماير إنه استوحى من الشاعر الفرنسي بول كلوديل الذي قال إن «الكنيسة حظيرة الله على الأرض،» إلا أن مجلة تايم ذكرت إن أنطونيو دوس سانتوس كابرال، وهو رئيس أساقفة بيلو هوريزونتي، وصفها بأنها «الملجأ من القنابل المنتمي للشيطان».
رغم اكتمالها عام 1943 ودعوة كوبيتشيك إلى تكريسها، لم تكرس حتى عام 1959؛ عارض رئيس الأساقفة كابرال على أشكاله الهندسية والفنية، وخصوصا الرسمة الجدارية للقديس فرنسيس الأسيزي وراء الهيكل المنبري التي رسمها كانديدو بورتيناري (Candido Portinari). أعلن إن البناية غير صالحة للشعائر الدينية.
قال رئيس الأساقفة الاحتياطي جواو ريزيندي كوستا (ورئيس الأساقفة كابرال كاد يستقيل) عن الكنيسة بعد أن رممها نيماير، إنه يتفق على أنها لديها «أهمية فنية هائلة وبيئة روحانية» فكرس الكنيسة أبريل 1959 قائلا: «والآن نستطيع أن نحس الفن المصنوع هنا باسم الخالق».

## عمارة
تعتبر الكنيسة تاج المجمع الحداثي ببامبوليا. في هذا المشروع، تلاعب نيماير مع الخرسانة المسلحة، تركا لعمارة اللوحات على الأعمدة ليخلق هيئة محدبة مكافئة من الخرسانة، هيئة لم يسبق وأن استعملت في مبنى إلا في حظيرة الطائرات. وتلعب هذه الهيئة المحدبة الخرسانية دور الهيكل والإيواء، فيستغنى عن البناء الحجري. بدأ نيماير بهذا المشروع الأسلوب المعماري الذي ميز كل أعماله بعد ذلك ألا وهو استعمال الخرسانة المسلحة في أشكال خارقة ومدهشة.

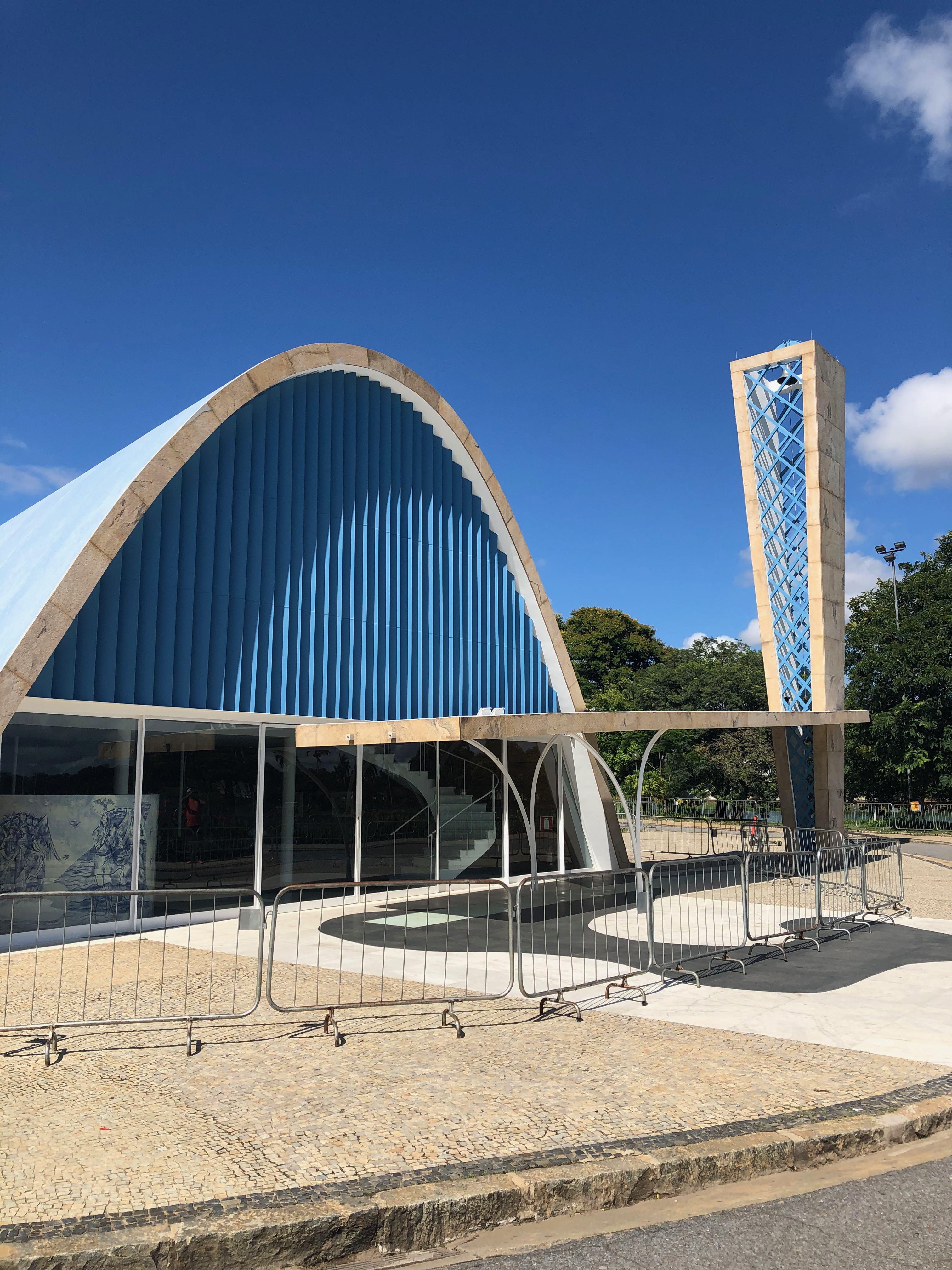
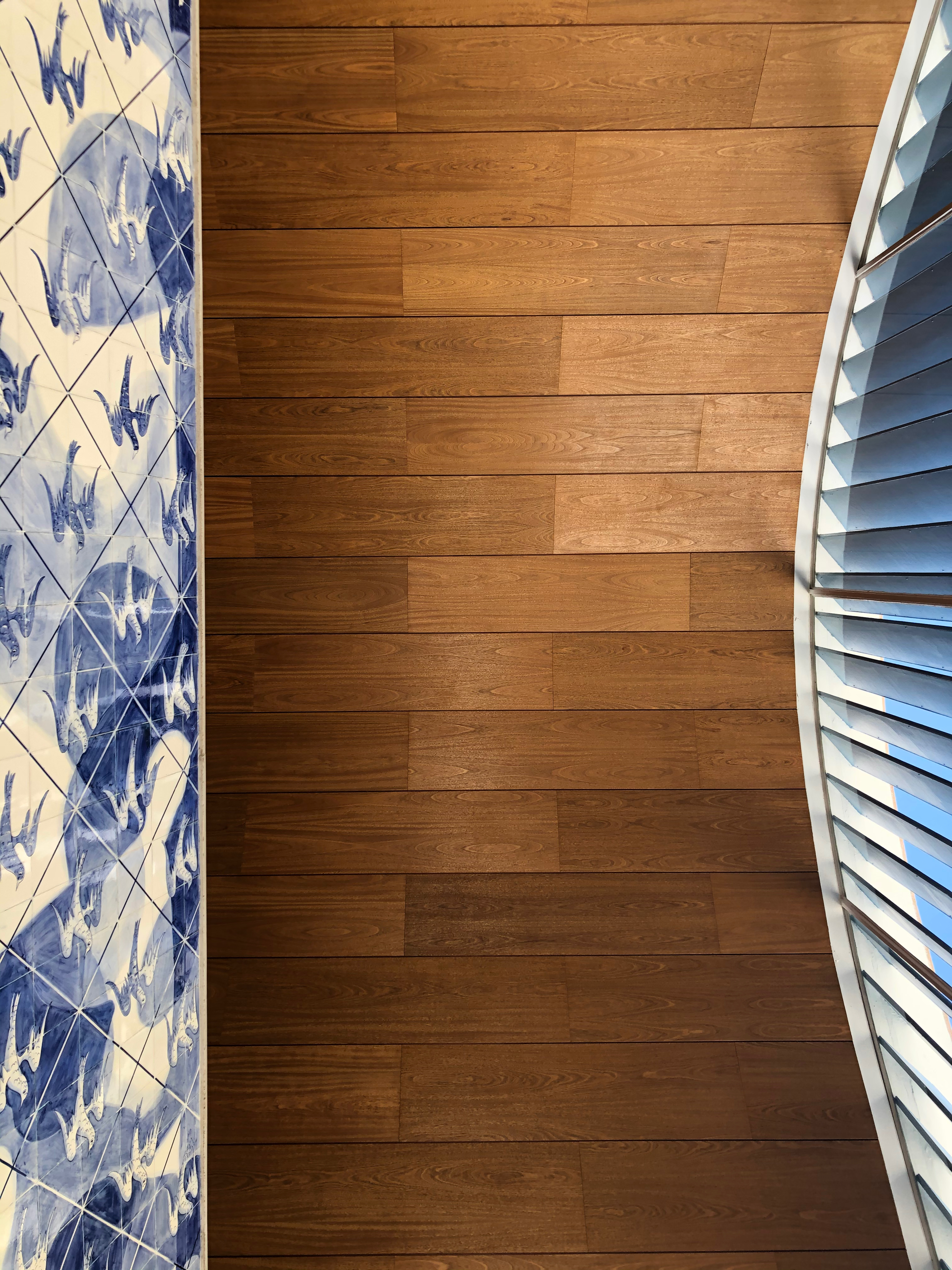
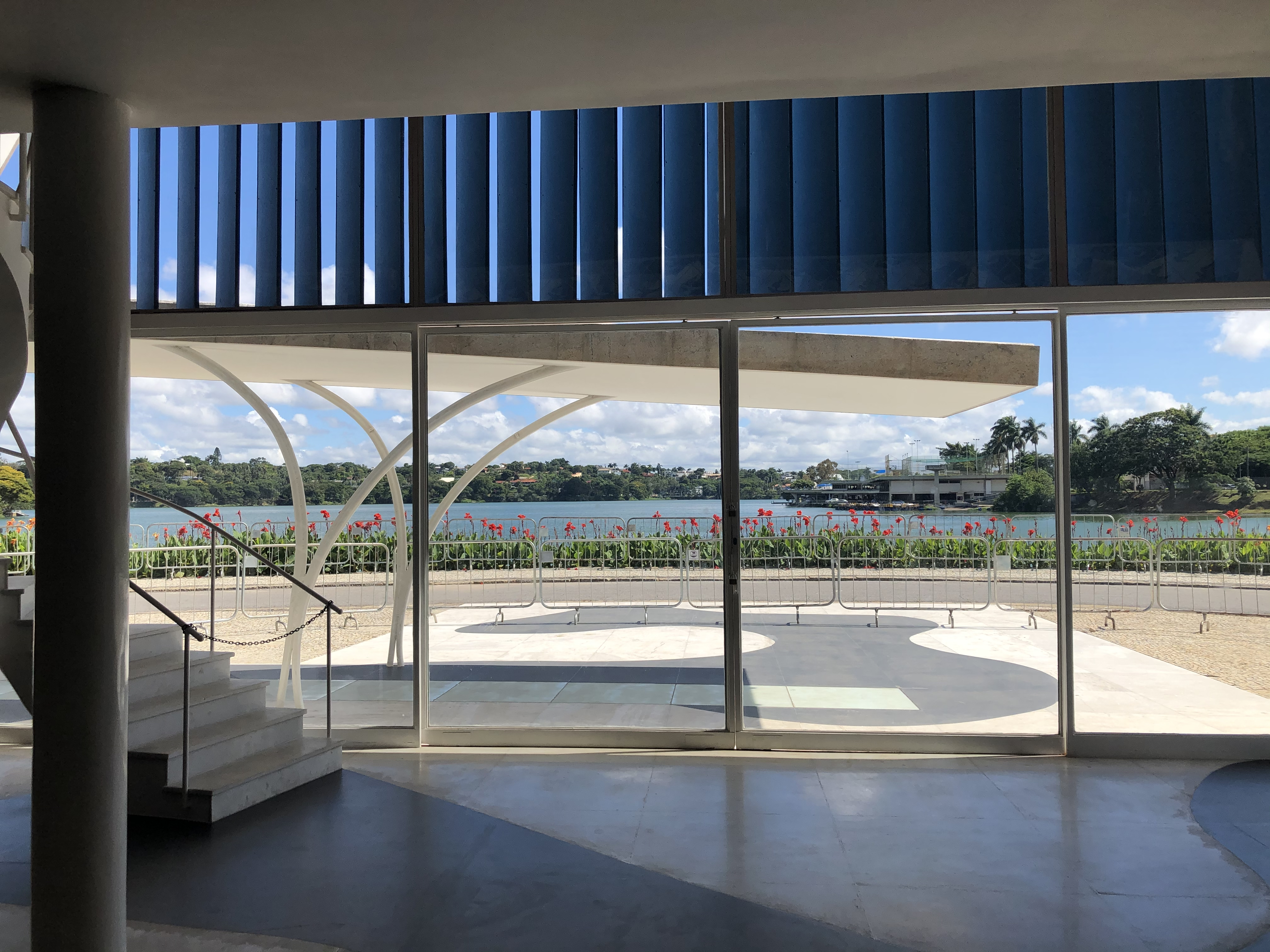
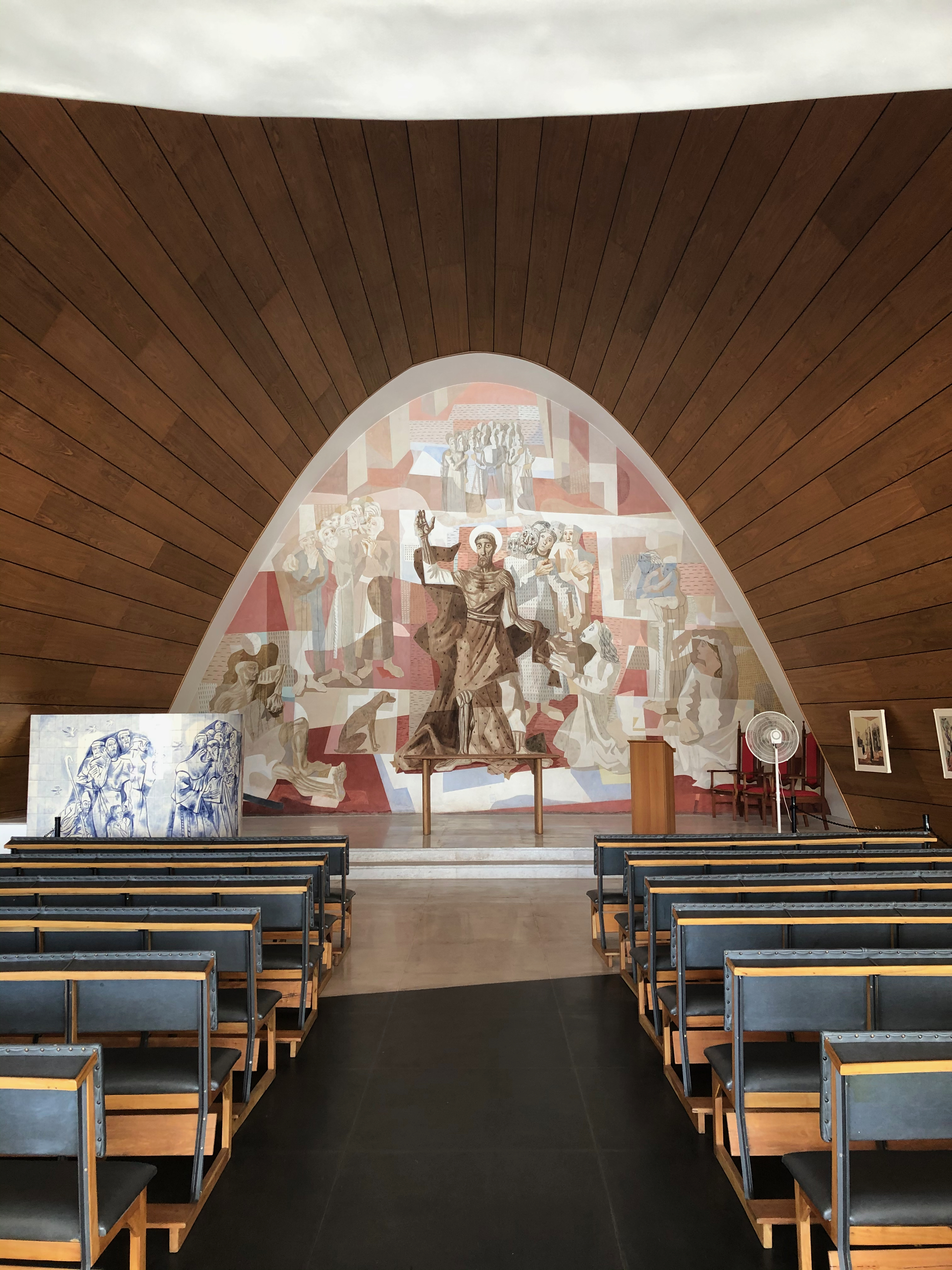
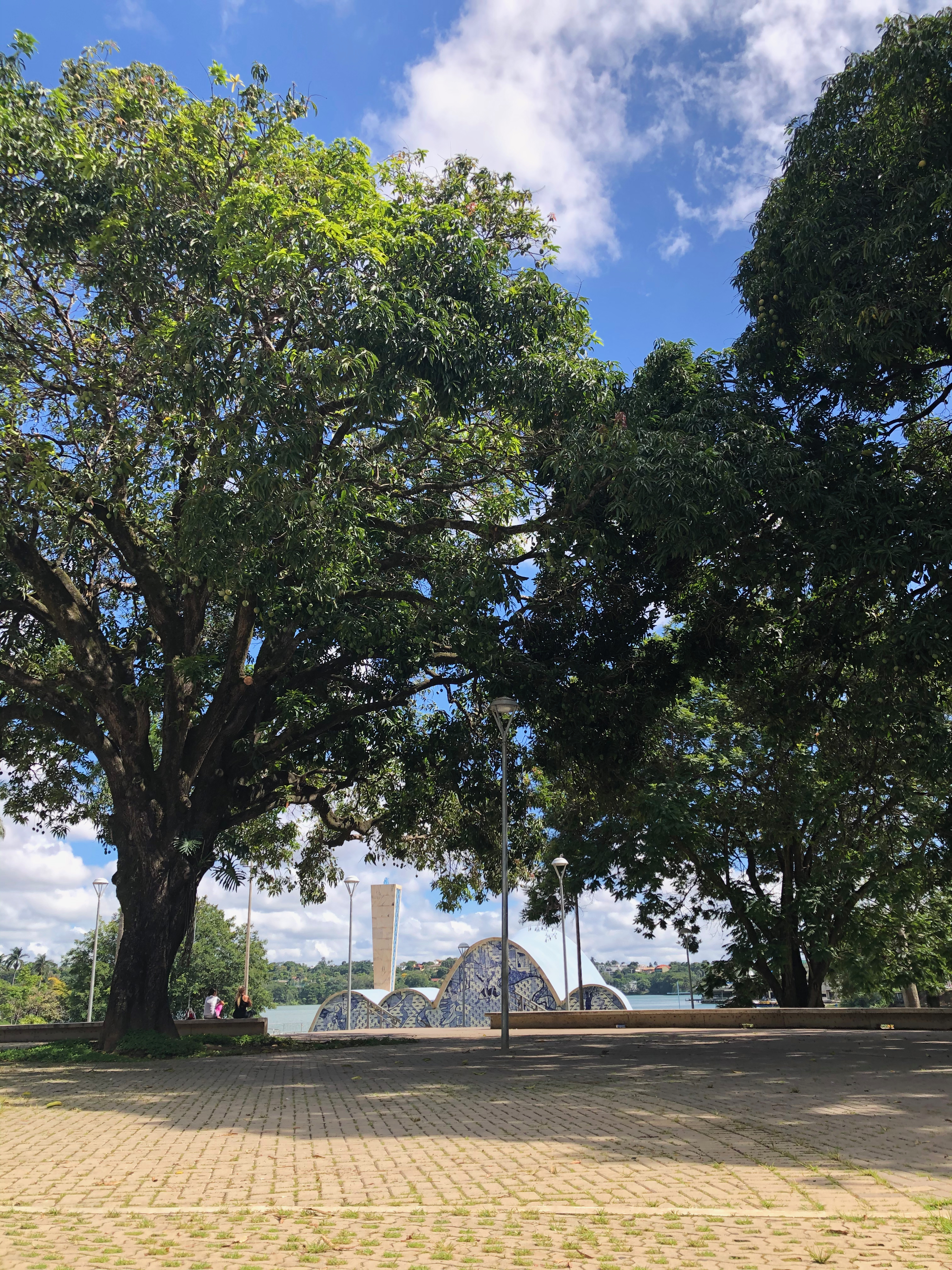
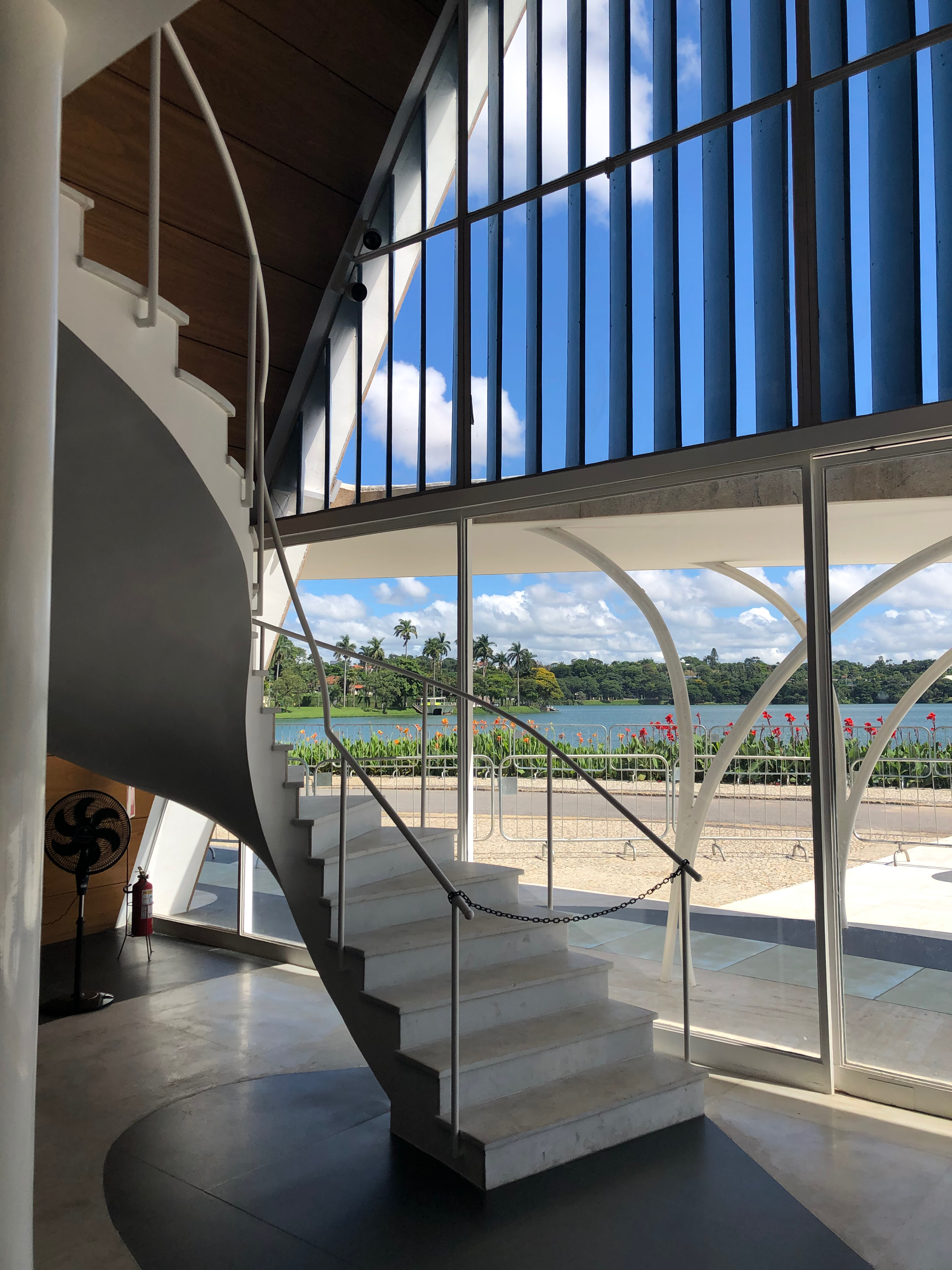
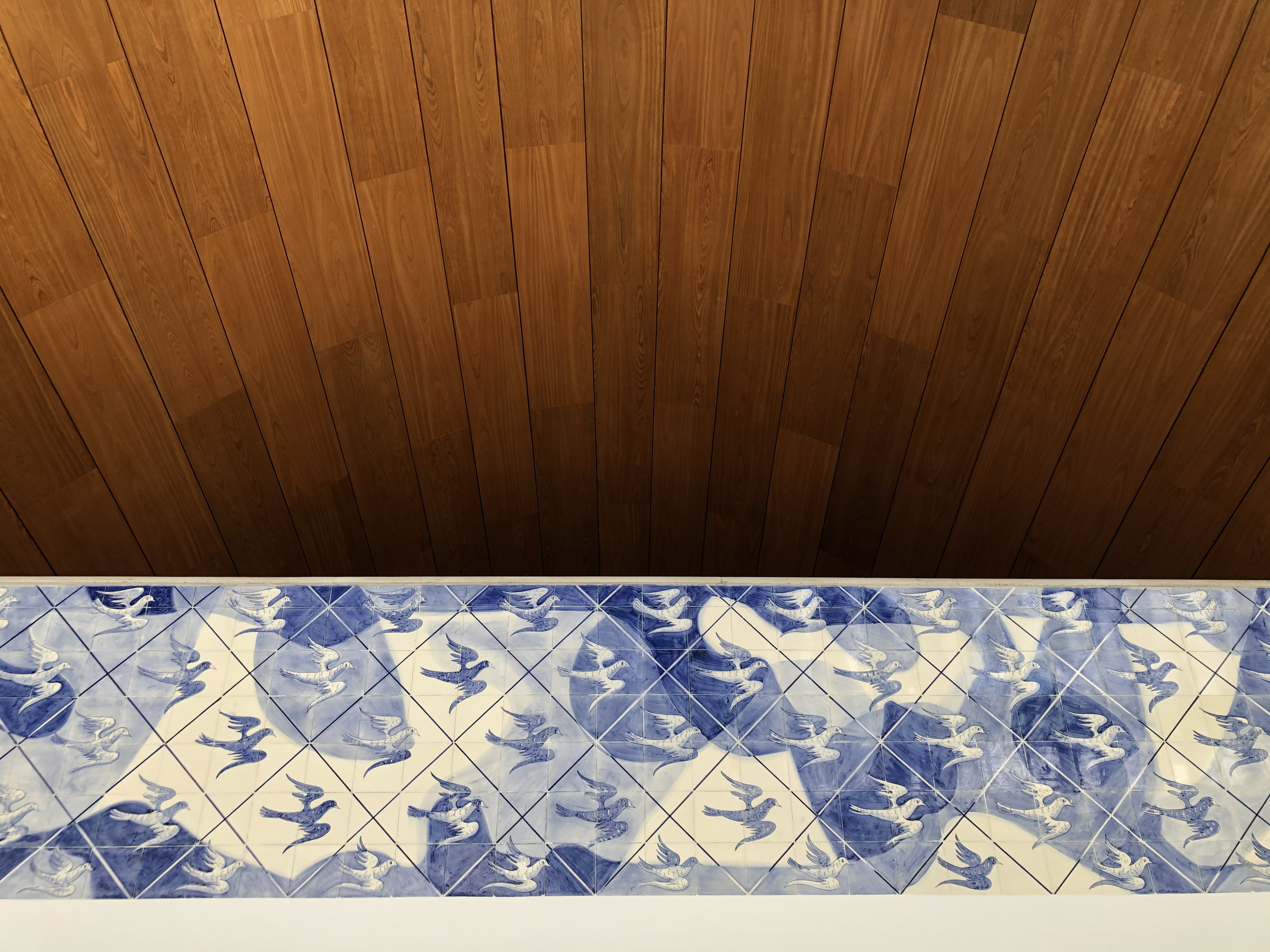
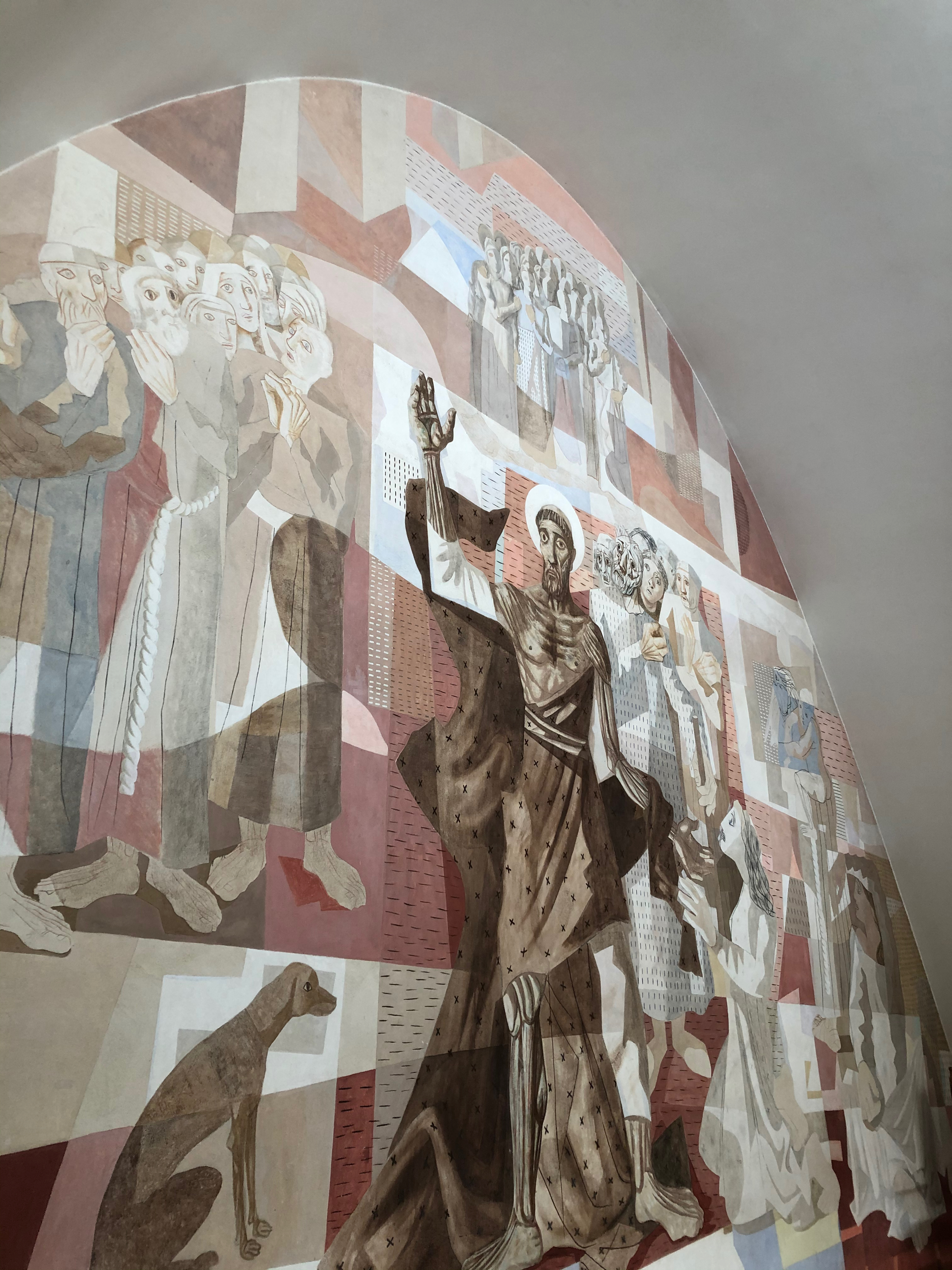
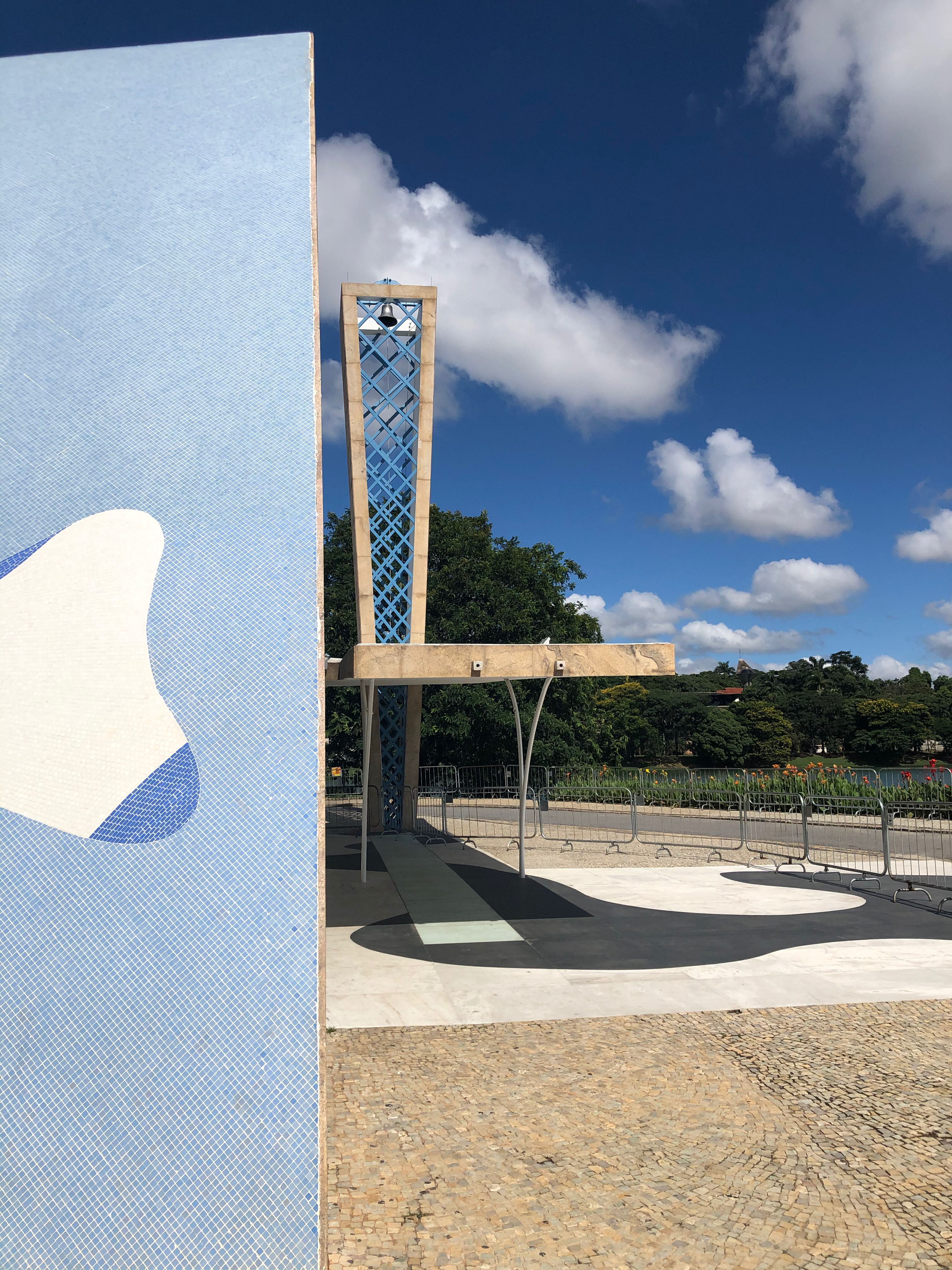

## إدراج تراثا عالميا
أصبحت كنيسة القديس فرنسيس الأسيزي موقع تراث عالمي لدى يونسكو يوليو 2016، وهي تمثل جزءا من المجمع الحداثي ببامبوليا وهو مجمع من مباني صممها نيماير معترف به لدى يونسكو.